# Список населённых пунктов Уренского района Нижегородской области
| Образование                  | Населённые пункты в составе образования |
| ---------------------------- | --- |
| Город Урень                  | г. Урень д. Артамоново п. Сосновка |
| Рабочий посёлок Арья         | р. п. Арья п. Атазик |
| Большеарьевский сельсовет    | д. Большая Арья д. Багрец д. Бобылевка д. Кочешково д. Максимовка д. Малая Арья д. Малая Малиновка д. Свищево д. Тарбеево д. Фоминское |
| Большепесочнинский сельсовет | д. Большое Песочное д. Безводное д. Большая Елховка д. Большая Шалега д. Малая Елховка д. Павлово д. Суходол д. Титково п. рзд. Шалега д. Шишкино д. Якутино |
| Ворошиловский сельсовет      | д. Большой Терсень д. Безбородово д. Большая Ворошиловка д. Большая Орлиха д. Большое Кириллово д. Большое Непряхино д. Большое Никитино д. Веденино д. Дианово д. Заливная Усадьба д. Малая Ворошиловка д. Малое Кириллово д. Малое Непряхино д. Малый Терсень д. Палашино д. Пискуны д. Поляки д. Серово д. Спиридоново д. Холкино |
| Вязовский сельсовет          | д. Вязовая д. Девушкино д. Копылиха д. Липовка д. Семеново-Шурань д. Щелочиха |
| Горевский сельсовет          | с. Большое Горево д. Большое Панфилово поч. Демидовский д. Косолапово д. Малое Горево д. Опушкино поч. Парамоновский поч. Половинный поч. Понуровский поч. Рамешинский д. Рогово поч. Рымовский д. Рябково поч. Тиховодовский д. Тулага поч. Федоровский                                                                             |
| Карповский сельсовет         | с. Большое Карпово д. Кудряшино д. Шароновка д. Шитово |
| Карпунихинский сельсовет     | с. Карпуниха д. Баженово д. Богданово д. Большая Козляна д. Горяиновка д. Дальняя Белая д. Зубово д. Малая Карпуниха д. Малая Козляна поч. Павловский д. Петряево д. Рябково д. Содомово д. Средняя Белая д. Тулажка д. Фитилево д. Целегородка                                                                                      |
| Красногорский сельсовет      | с. Большой Красногор д. Быково д. Дерино д. Локтево д. Плаксово д. Скрябино д. Стреляжка |
| Минеевский сельсовет         | д. Минеево д. Березовка п. Лесокомбината с. Черное |
| Обходский сельсовет          | п. Обход д. Красный Октябрь д. Малое Песочное д. Мальково д. Пруды д. Савино д. Стафеево д. Широково |
| Семеновский сельсовет        | с. Семеново д. Аксеново д. Большое Лопатино д. Голяково д. Емельяново д. Забегаиха д. Кондобаево д. Красный Яр д. Малафеево д. Малое Лопатино д. Подгузково д. Федотово д. Хмелево |
| Темтовский сельсовет         | с. Темта д. Большая Малиновка д. Буренино д. Мокроносово |
| Устанский сельсовет          | п. Уста д. Ломы д. Малое Климово д. Михайлово д. Петрово д. Шамино д. Шерстниха |

## Источник
Населённые пункты Уренского района